# اشنهورن
اشنهورن (به لاتین: Schneehorn) یک کوه در سوئیس است که در کانتون وله واقع شده‌است. اشنهورن ۳٬۱۷۸ متر بالاتر از سطح دریا واقع شده‌است.